# 외즈소이
외즈소이(튀르키예어: Özsoy) 혹은 페리둔(튀르키예어: Feridun, →페레이둔의 튀르키예어식 이름)은 터키 5인조에 속하는 작곡가 아흐메트 아드난 사이군(Ahmet Adnan Saygun)이 작가 뮈니르 하이리 에겔리(Münir Hayri Egeli)의 리브레토를 바탕으로 하여 작곡한 오페라이다. 이는 무스타파 케말 아타튀르크의 공화국 체제 하에서 만들어진 최초의 터키 오페라였다. 1934년 6월 19일 앙카라에 있는 국민원(튀르키예어: Halk Evi) 극장에서 초연하였다.
외즈소이는 3막으로 되어 있고 쌍둥이 형제 투르(페르시아어: تور)와 이라즈(페르시아어: ایرج)를 중심으로 전개된다. 이 주제는 아타튀르크가 제안하였는데, 페르시아의 고전 서사시인 피르다우시의 《샤나메》에서 따온 것이다. 형제 중 투르는 아무다리야강의 북동쪽 투란(페르시아어: توران, →투르의 땅) 땅에 사는 인물로 튀르크인을 상징하며, 이라즈는 이란(페르시아)에 사는 이란인(페르시아인)을 상징한다. 오페라의 전체적인 줄거리는 페레이둔의 쌍둥이 아들인 이들이 태어나자마자 악마의 노여움을 사 떨어져 살게 되나, 많은 시간이 흐른 후 만나 서로가 쌍둥이 형제임을 확인하게 된다는 것이다.
오페라의 주제가 터키와 이란의 오래된 친우 관계였으므로 초연에는 아타튀르크와 함께 공식적으로 초대된 페르시아의 레자 샤 팔라비가 참석하였다. 오페라 상연이 끝난 후 두 지도자는 터키 외무부에서 회동을 갖고 두 신생국인 터키 공화국과 팔라비 왕조 페르시아의 친교를 다졌다.